# Unidad de Gestión Operativa Mitre Sarmiento
La Unidad de Gestión Operativa Mitre Sarmiento (UGOMS) fue una empresa ferroviaria argentina que operó los servicios metropolitanos de pasajeros de las líneas Sarmiento y Mitre hasta el 12 de septiembre de 2013. Estaba integrada por las empresas Ferrovías y Metrovías, responsables a nivel operativo, mientras que el pago de salarios corría por cuenta del Estado.
Las líneas Mitre y Sarmiento fueron anteriormente operadas por la empresa Trenes de Buenos Aires. El Poder Ejecutivo le revocó la concesión de ambas mediante el decreto 793/2012 por incumplimiento del contrato, tras protestas de usuarios por el mal estado de los ramales, descarrilamientos y accidentes fatales, en particular el ocurrido en la estación Once en febrero de 2012.
La UGOMS fue formada como sociedad anónima el 24 de mayo de ese año por las empresas Ferrovías y Metrovías, concesionarias de las otras líneas ferroviarias de pasajeros del Gran Buenos Aires, para hacerse cargo de ambos ferrocarriles hasta tanto se termine la modalidad definitiva de su operación. Los salarios de los empleados de la UGOMS eran abonados por el Estado por medio de la empresa Ferrocarril General Belgrano S.A., originalmente escindida de Ferrocarriles Argentinos para operar servicios de cargas en la red del ferrocarril del mismo nombre.

## Operación de la UGOMS y traspaso al Estado
| Ferrocarril     | Ramales | Período               |
| --------------- | --- | --------------------- |
| Línea Sarmiento | Once/Miserere - Moreno Merlo-Lobos Moreno-Mercedes Once-Mercedes Once-Moreno (Diferencial) | 24/05/2012 12/09/2013 |
| Línea Mitre     | Retiro (Mitre)-Tigre Retiro (Mitre)-Mitre Retiro (Mitre)-Suárez Victoria - Capilla del Señor (servicios reducidos hasta Matheu) Villa Ballester-Zárate Retiro (Mitre)-Rosario (Santa Fe) (Interurbano) | 24/05/2012 12/09/2013 |

Desde que se hizo cargo del servicio de las líneas Sarmiento y Mitre, las principales tareas de la UGOMS estuvieron orientadas a la reparación de locomotoras y coches de pasajeros, muchos de los cuales están en pésimas condiciones. También se busca proceder a la pintura e iluminación de estaciones y pasos a nivel, el cambio del tendido de vías y las vías ferroviarias.
En la Línea Sarmiento, la empresa se concentró en la renovación de vías y el reacondicionamiento de unidades. También actualmente se encuentra en obra el Soterramiento del Ferrocarril Sarmiento.
El día 12 de septiembre de 2013 el Ministerio del Interior y Transporte anunció a través de la Resolución Nº 1083/2013, que las dos líneas, pasen a la órbita de la estatal SOFSE.
El día 12 de febrero de 2014, el Estado argentino disolvió las empresas UGOFE y UGOMS (consorcios originalmente diseñados para llenar el vacío de una operadora concreta) y otorgó la línea Mitre para su operación a la empresa Roggio (dueña de Metrovías) que además opera conjuntamente la línea San Martín bajo el nombre de Corredores Ferroviarios S.A.. La línea Sarmiento quedó bajo la operación de la estatal Trenes Argentinos Operadora Ferroviaria. Es vital recordar que tanto la UGOMS como la UGOFE estaban compuestas por Ferrovías, Metrovías y la disuelta TBA. La medida sería tendiente a aumentar la eficiencia de la operación, y se previó que la Operadora Ferroviaria aplique un puntilloso control de las pautas establecidas para la seguridad y confort de los pasajeros.